# Hersdorf

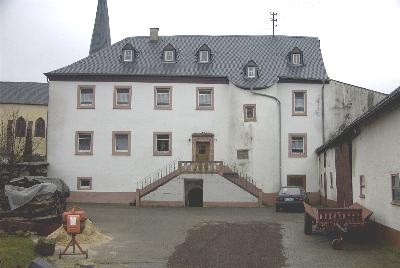
Gutshof in Hersdorf

Hersdorf ist eine Ortsgemeinde im Eifelkreis Bitburg-Prüm in Rheinland-Pfalz. Sie gehört der Verbandsgemeinde Prüm an.

## Geographie
Der Ort liegt in der Eifel zwischen Prüm und Gerolstein. Der westliche Teil des Gemeindegebiets liegt im Naturpark Nordeifel. Hersdorf besteht aus den Ortsteilen Niederhersdorf mit dem Wohnplatz Am Rödelberg und den Weilern Jakobsknopp und Auf Hexler, Oberhersdorf mit dem Wohnplatz Anzelterhof und dem Weiler Weißenseifen.

## Geschichte
Das Gebiet um Hersdorf war schon früh besiedelt, was durch den Fund von römischen Brandgräbern östlich von Oberhersdorf nachgewiesen werden konnte. Es handelt sich um eine Nekropole aus dem 2. Jahrhundert n. Chr.
Der Ort wurde im Jahre 893 im Prümer Urbar als Herlendorpht erstmals urkundlich erwähnt.
Bis zum Ende des 18. Jahrhunderts gehörte Hersdorf zu zwei verschiedenen Territorien. Niederhersdorf gehörte zum Kurfürstentum Trier und unterstand als gesonderte Zennerei dem Amt Prüm, Oberhersdorf dagegen gehörte zur Herrschaft Fleringen, die landesherrlich der Trierer Abtei St. Irminen gehörte und vom Herzog von Arenberg als Vogt verwaltet wurde.
Im Jahr 1794 hatten französische Revolutionstruppen das Linke Rheinufer besetzt. Unter der französischen Verwaltung waren die beiden Ortschaften von 1798 an dem Kanton Prüm im Saardepartement zugeordnet.
Aufgrund der Beschlüsse auf dem Wiener Kongress wurden 1815 wesentliche Teile des Rheinlands dem Königreich Preußen zugeordnet. Unter der preußischen Verwaltung gehörten die beiden Gemeinden von 1816 an zur Bürgermeisterei Wallersheim im Kreis Prüm des Regierungsbezirks Trier, der von 1822 bis zum Ende des Zweiten Weltkriegs Teil der Rheinprovinz war.
Die heutige Gemeinde Hersdorf entstand am 20. März 1971 durch den Zusammenschluss der beiden Gemeinden Niederhersdorf (damals 315 Einwohner) und Oberhersdorf (76).
Statistik zur Einwohnerentwicklung
Die Entwicklung der Einwohnerzahl von Hersdorf, die Werte von 1871 bis 1987 beruhen auf Volkszählungen:
| Jahr | Einwohner |
| ---- | --------- |
| 1815 | 194       |
| 1835 | 288       |
| 1871 | 358       |
| 1905 | 319       |
| 1939 | 369       |
| 1950 | 387       |

| Jahr | Einwohner |
| ---- | --------- |
| 1961 | 396       |
| 1970 | 399       |
| 1987 | 367       |
| 2005 | 413       |
| 2011 | 403       |
| 2017 | 390       |

## Politik

### Bürgermeister
Karl Hansen wurde am 31. Mai 2023 Ortsbürgermeister von Hersdorf. Der bisherige Erste Beigeordnete der Ortsgemeinde wurde gemäß Gemeindeordnung durch den Rat gewählt, da für eine am 4. Juni vorgesehene Direktwahl kein Wahlvorschlag eingereicht wurde. Er wurde im Juni 2024 wiedergewählt.
Hansens Vorgänger Peter Thelen hatte das Amt 2001 übernommen. Zuletzt bei der Direktwahl am 26. Mai 2019 war er mit einem Stimmenanteil von 77,92 % für weitere fünf Jahre in seinem Amt bestätigt worden. Am 17. Februar 2023 verstarb Peter Thelen im Alter von 64 Jahren.

## Kultur und Sehenswürdigkeiten
Das Hersdorfer Schlösschen ist ein ehemaliger Adels- und Gutsherrenhof und wurde für die Adelsfamilie „von Aer“ errichtet. Das Anwesen wurde 1509 erbaut. Es verfügt über ein Portal mit zweiläufiger Freitreppe von 1660. Die auf dem Bild nicht sichtbaren, etwa 2 m hohen Außenmauern, die das Gebäude umgeben, zeugen von dessen Bedeutung und Wehrhaftigkeit. Das Gebäude befindet sich in Privatbesitz.

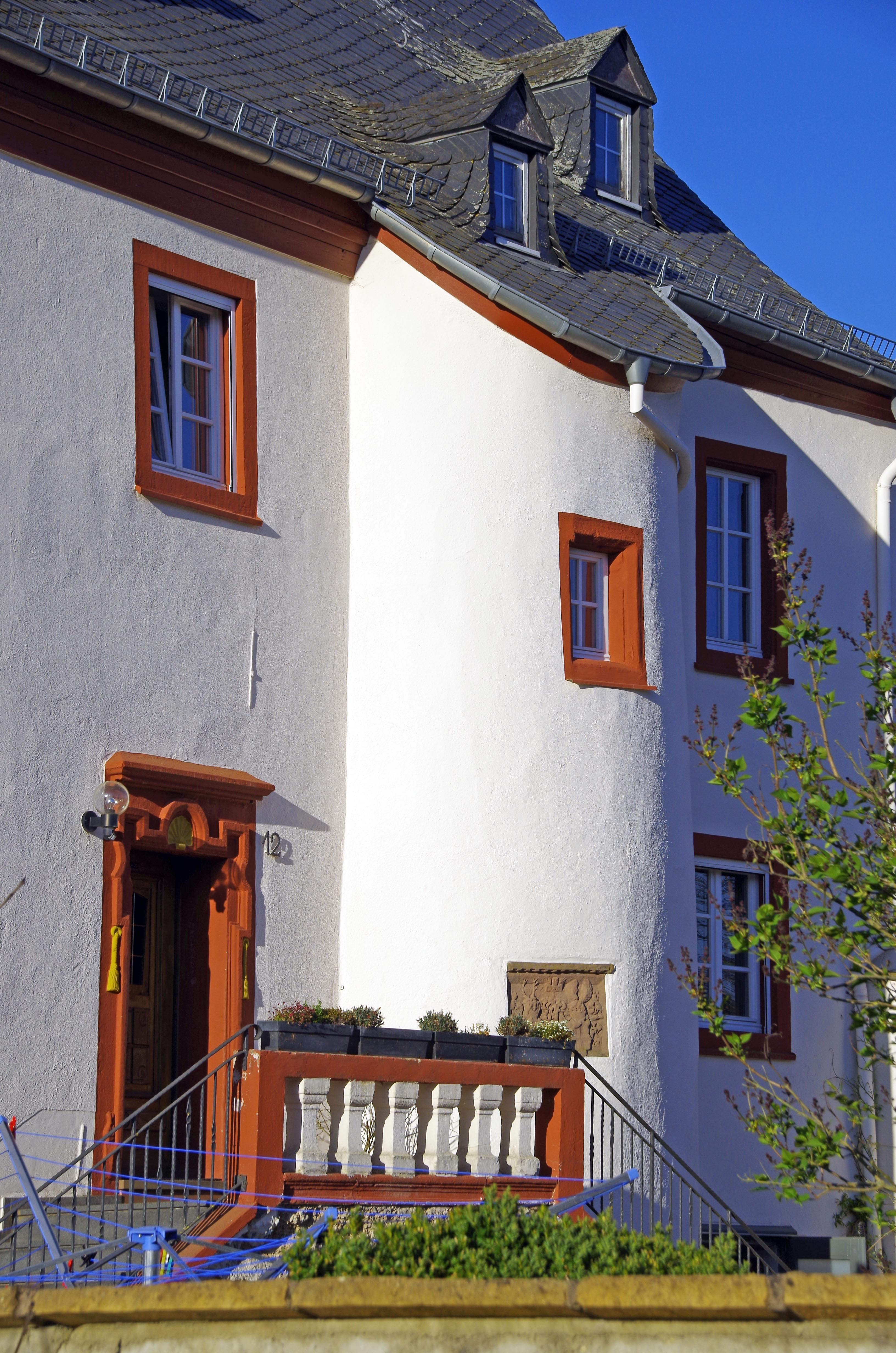
Hersdorfer Schlösschen
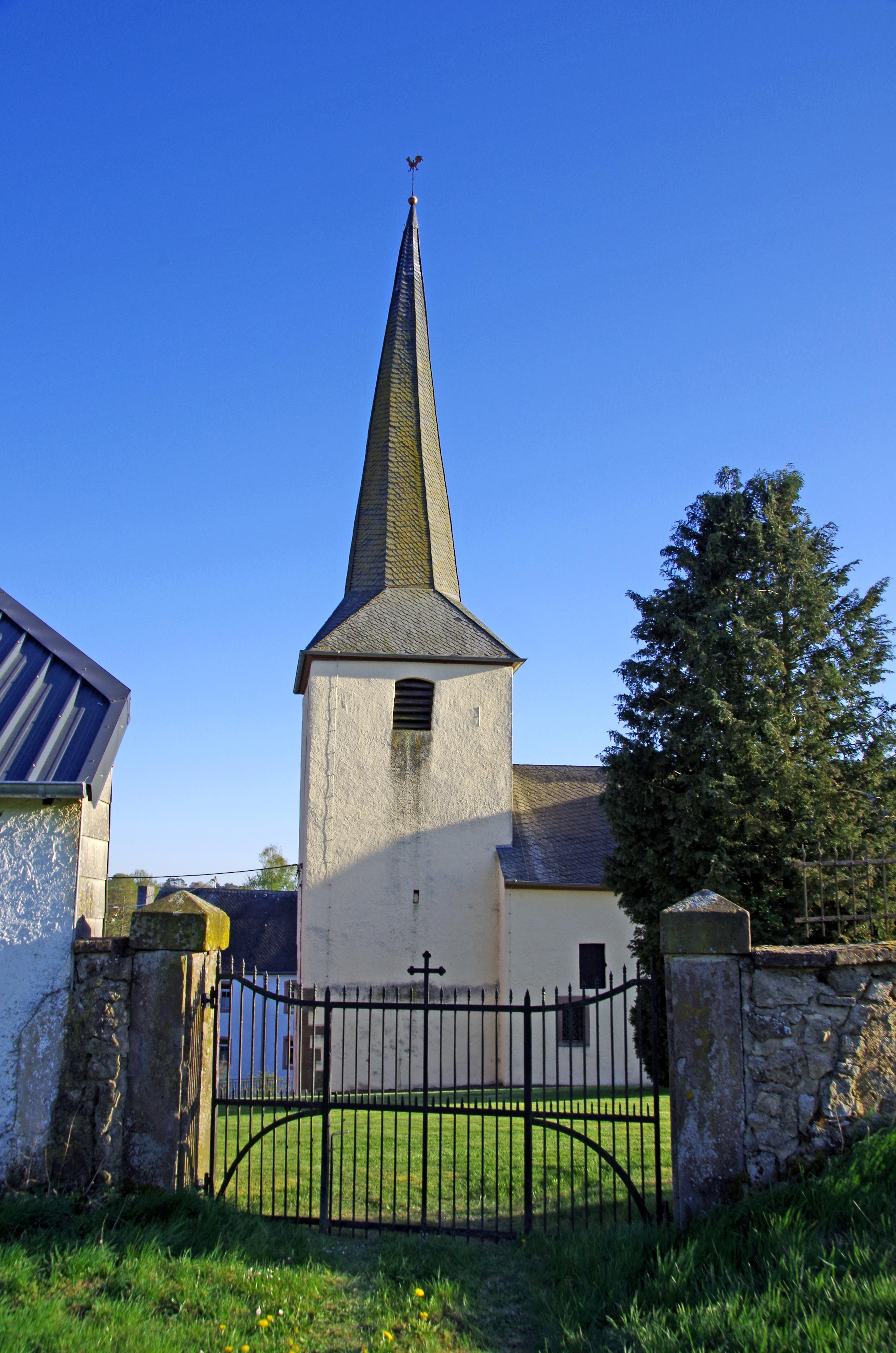
St. Jakob (Niederhersdorf)
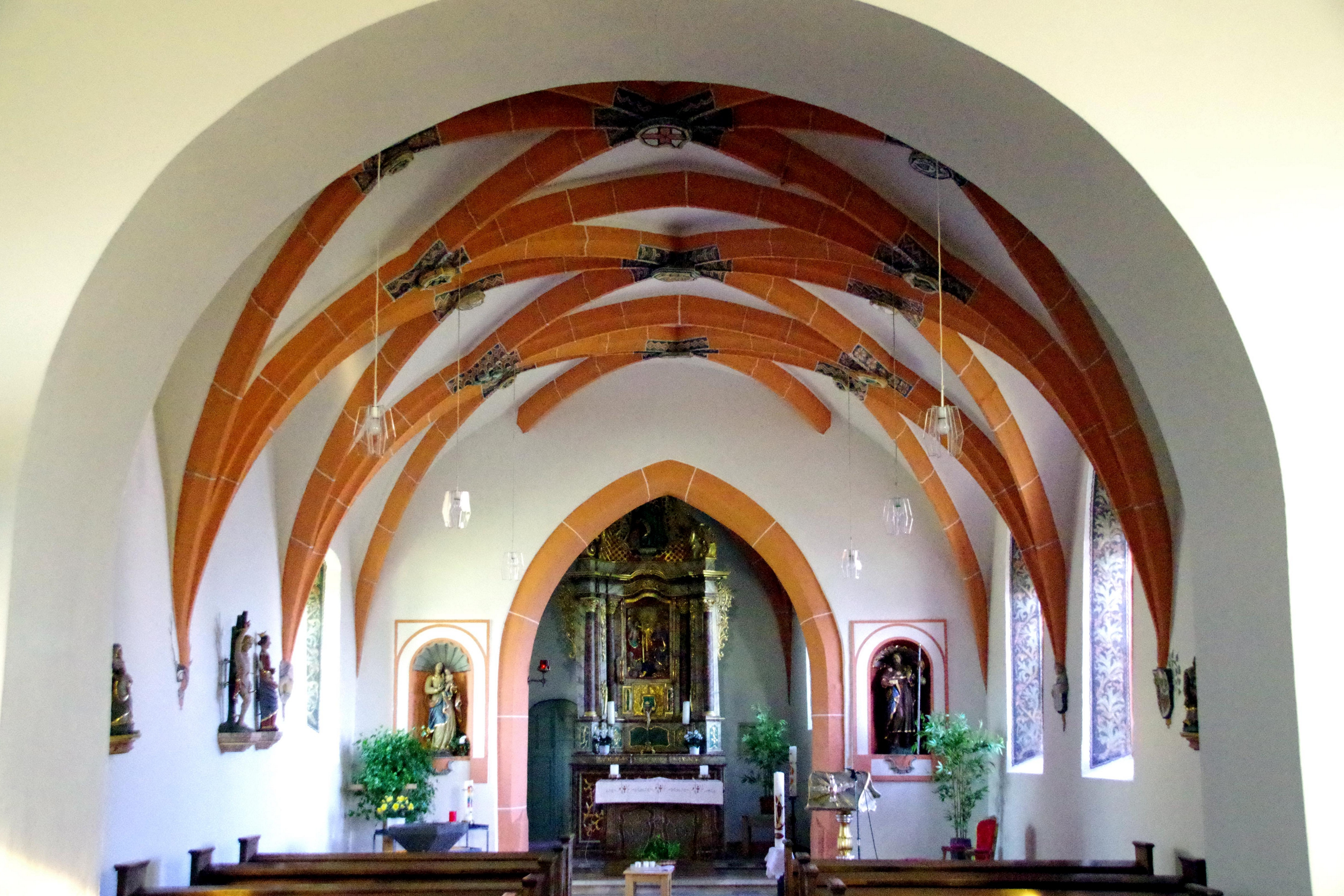
Innenraum
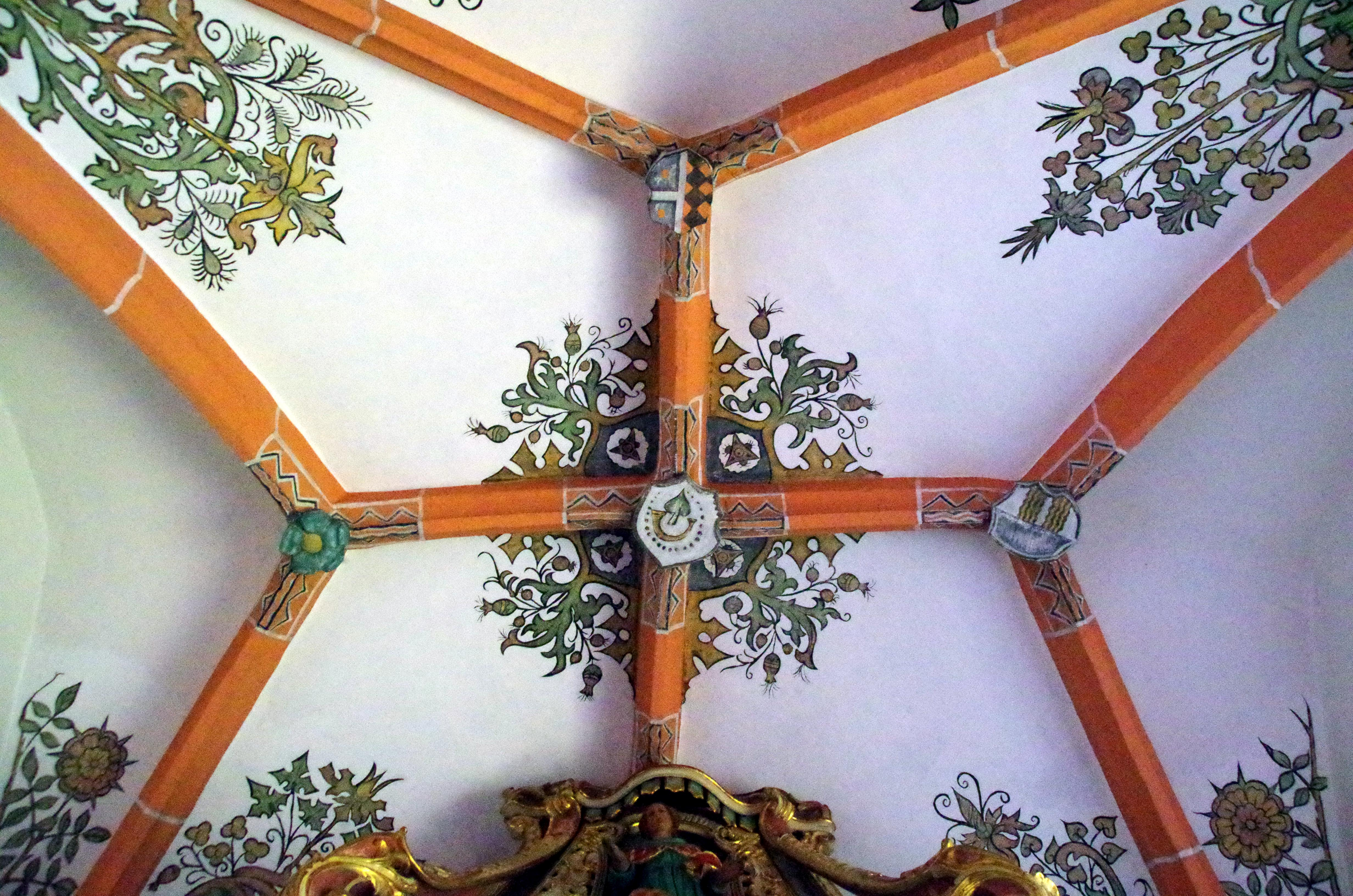
Sterngewölbe
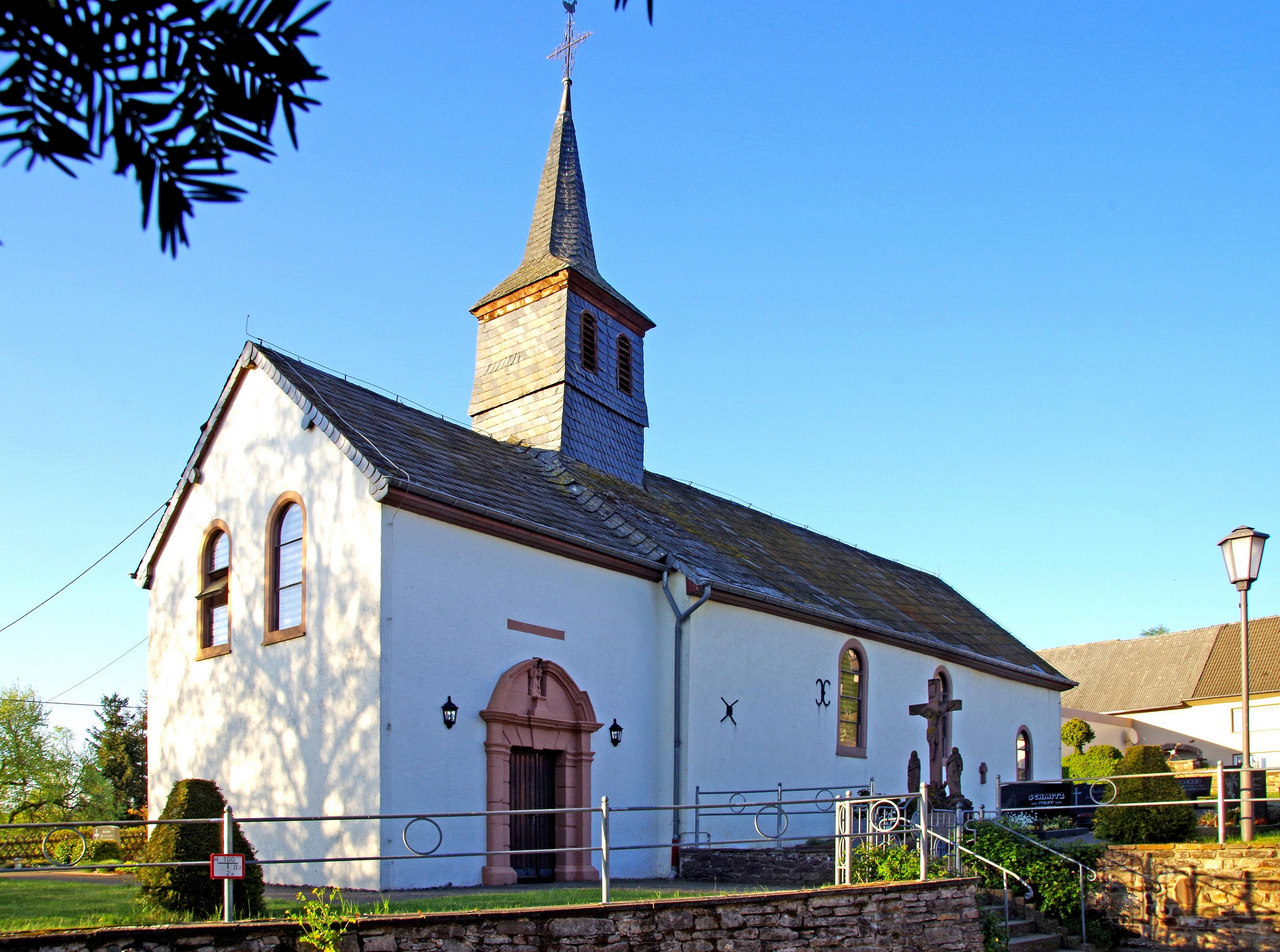
Kapelle Kreuzerhöhung (Oberhersdorf)
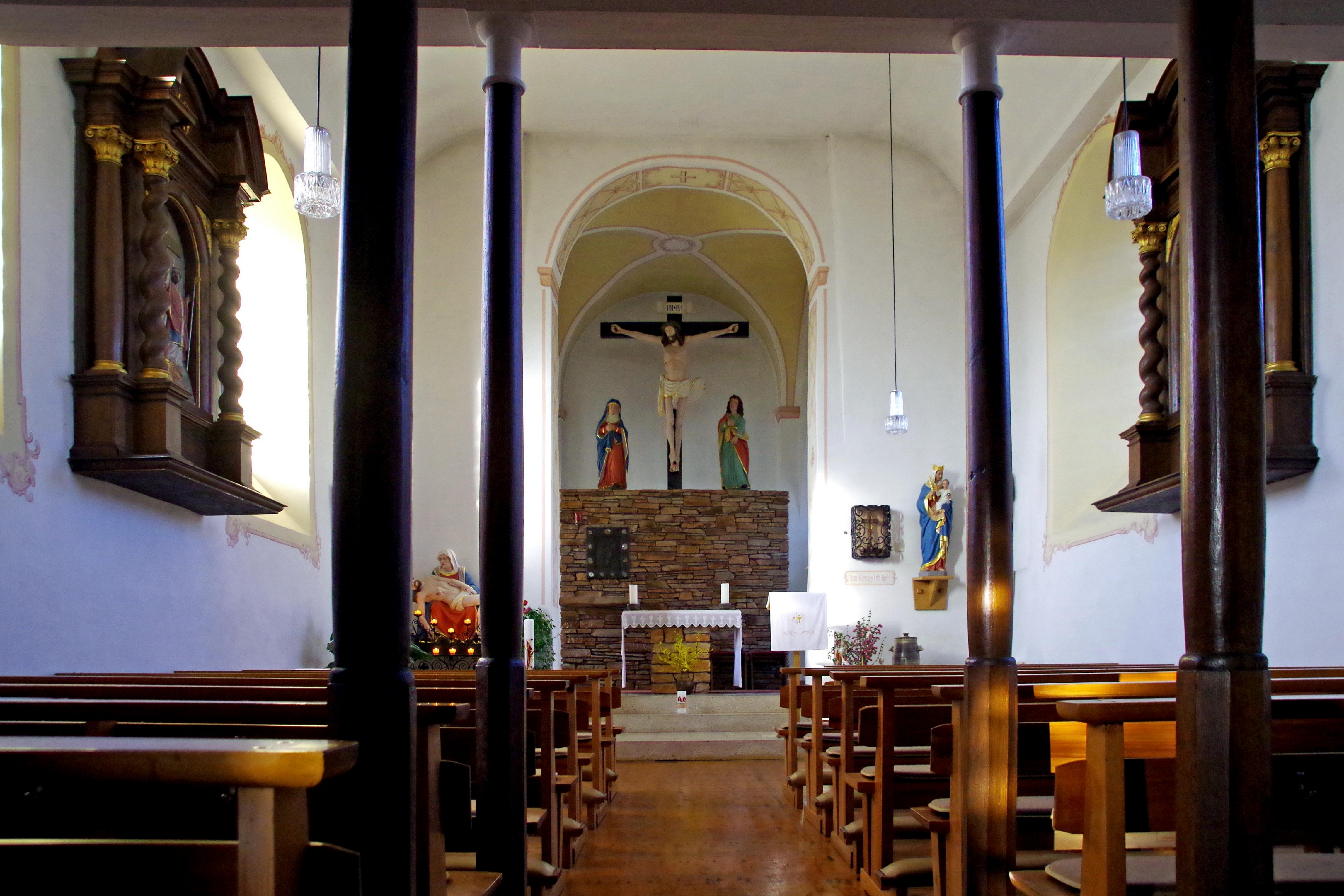
Innenraum